# Al-Kass Sports Channel
Al-Kass Sports Channel (en arabe قناة الدوري والكأس, est une chaîne de télévision satellitaire qatarienne qui émet en arabe, en anglais.

## Programmes et compétitions

### Football

#### Compétitions nationales
- - Ligue 1 Algérie Seuls les matches de derby
  - Ligue 1 Tunisie Seuls les matches de derby
  - Qatar Stars League tous les matches
  - Jupiler Pro League les Matches de KAS Eupen seulement
  - Coupe du Qatar tous les matches
  - Coupe Crown Prince tous les matches
  - Coupe d'Algérie seule la finale
  - Coupe de Tunisie seule la finale
  - Coupe du Koweït seule la finale
  - Coupe d'Oman seule la finale
  - Coupe du Maroc seule la finale
  - Supercoupe d'Algérie
  - Supercoupe de Tunisie

#### Compétitions international
- - Ligue des champions de l'AFC tous les matches
  - Coupe de l'AFC tous les matches
  - Coupe du monde 2022

### Jeux olympiques
- Jeux olympiques